# Epitome de Caesaribus
Epitome de Caesaribus (lateinisch: „Epitome über die Kaiser“) ist die gängige, aber nicht authentische Bezeichnung für eine knappe Darstellung der römischen Kaisergeschichte, die ein unbekannter spätantiker paganer Autor im Zeitraum zwischen 395 und 408 verfasst hat. Handschriftlich überliefert, aber ebenfalls nicht authentisch ist der Titel Libellus de vita et moribus imperatorum breviatus ex libris Sexti Aurelii Victoris. Der ursprüngliche Titel ist unbekannt.

## Inhalt und Quellen
Die Epitome behandelt den Zeitraum von Augustus (Kaiser 27 v. Chr.–14 n. Chr.) bis zum Tod des Kaisers Theodosius I. (395). Sie bietet den Stoff in 48 Kapiteln als Folge von Biographien dar. Das sprachlich und inhaltlich anspruchslose, aber als Quelle für manche Informationen wichtige Werk wird oft als Kurzfassung der 360/361 entstandenen Kaisergeschichte des Aurelius Victor bezeichnet. Das ist aber irreführend, denn nur ein relativ geringer Teil des Materials ist aus Victors Schrift übernommen; auf ihr fußt nur ein Teil der Darstellung in den Kapiteln von Tiberius bis Domitian und im Kapitel über Konstantin den Großen. Die Hauptquelle ist ein unbekanntes Werk, bei dem es sich vermutlich um die verlorenen Annalen des Nicomachus Flavianus handelt; Nachrichtenmaterial aus diesem Werk ist anscheinend auch in andere Geschichtsdarstellungen wie die verlorene Leoquelle eingeflossen. Weitere Quellen der Epitome sind das Breviarium des Eutropius und die Enmannsche Kaisergeschichte. Ob auch eine direkte Abhängigkeit von den verlorenen, bis Elagabal reichenden Kaiserbiographien des Marius Maximus anzunehmen ist, ist umstritten.
Die panegyrische Biographie Theodosius’ des Großen im 48. Kapitel hat der Autor möglicherweise als Zeitgenosse selbst verfasst. Er brachte es als Nichtchrist fertig, diesen christlichen Kaiser ausführlich zu preisen, ohne dessen Religionszugehörigkeit und Religionspolitik mit einem Wort zu erwähnen.

## Rezeption
Am Ende der Spätantike haben vielleicht Johannes Lydos und Jordanes die Epitome benutzt; bei Jordanes kommt auch indirekte Abhängigkeit von der Epitome über die verlorene Historia Romana des Quintus Aurelius Memmius Symmachus in Betracht. Im Mittelalter war die Epitome, die man damals Victor zuschrieb, eine der wenigen Quellen, aus denen die Chronisten ihre Kenntnisse über die römische Kaiserzeit bezogen. Der erste mittelalterliche Geschichtsschreiber, der sie verwendete, war Paulus Diaconus in seiner Historia Romana (8. Jahrhundert). Mindestens 19 Handschriften sind erhalten. Im 10. Jahrhundert wurde eine vulgärlateinische Fassung angefertigt. 1504 besorgte Laurentius Abstemius in Fano die Erstausgabe (mit Zuschreibung an Victor).

## Textausgaben
- Franz Pichlmayr (Hrsg.): Sexti Aurelii Victoris Liber de Caesaribus. Praecedunt Origo gentis Romanae et Liber de viris illustribus urbis Romae; subsequitur Epitome de Caesaribus. Teubner, Leipzig 1911 (mehrmals nachgedruckt, zuletzt: Teubner, Stuttgart 1993, ISBN 3-8154-1108-4).
- Bruno Bleckmann, Barbara Court, Antonia Knöpges (Hrsg.): Profane Zeitgeschichtsschreibung des ausgehenden 4. und frühen 5. Jahrhunderts (Kleine und fragmentarische Historiker der Spätantike). Schöningh, Paderborn 2023 (Text mit deutscher Übersetzung und Kommentar).
- Michel Festy (Hrsg.): Pseudo-Aurélius Victor. Abrégé des Césars (= Collection des Universités de France. Série latine 353). Texte établi, traduit et commenté. Les Belles Lettres, Paris 1999, ISBN 2-251-01410-1 (mit Erstausgabe der mittelalterlichen vulgärlateinischen Fassung im Anhang).